# John P. Wheeler
John Parsons Wheeler III. (* 14. Dezember 1944; † 30. oder 31. Dezember 2010), auch bekannt als Jack Wheeler, war ein US-amerikanischer Soldat und als Militärexperte Berater im Stab mehrerer US-Präsidenten.

## Leben
Wheeler graduierte 1966 an der United States Military Academy in West Point und diente während des Vietnamkriegs in verschiedenen Positionen, zunächst als Zugführer eines Platoons, später im Stab des Verteidigungsministeriums und im Hauptquartier des Generalstabs in Long Binh. In dieser Zeit verfasste er das erste Handbuch über die Effektivität von chemischen und biologischen Kampfstoffen für das US-Militär, das zum Verzicht der USA auf den Einsatz biologischer Waffen beitrug. 1971 schied er aus dem aktiven Dienst aus. Über die Nachkriegserlebnisse von Vietnamsoldaten und Kriegsgegnern schrieb er später das Buch Touched by fire.
Unter Präsident Reagan setzte er sich für die Anerkennung von Vietnamkriegs-Veteranen ein und schuf auf dessen Anweisung das Vietnam Veterans Leadership Program. Auf seine Initiative ging später die Einrichtung des Vietnam Veterans Memorial Fund zurück, dessen Vorsitzender er von 1979 bis 1989 war, und der Bau der ersten Memorial Wall. Er gehörte dem Council on Foreign Relations und der United States Securities and Exchange Commission an, wo er an Ermittlungen zum Insiderhandel beteiligt war.
Von 2005 bis 2009 arbeitete er als Berater des Secretary of the Air Force, verantwortlich für die Bereiche Einrichtungen, Logistik und Umwelt. Zuletzt arbeitete Wheeler als Berater für die Mitre Corporation, eine regierungsnahe sicherheitspolitische Denkfabrik.

### Ermordung
Am Morgen des 31. Dezember 2010 wurde Wheeler beim Entladen eines Müllfahrzeugs auf der Cherry Island Mülldeponie in Wilmington ermordet aufgefunden. Als Todesursache wurde stumpfe Gewalteinwirkung durch Schläge festgestellt. Zuletzt war Wheeler am Nachmittag des 30. Dezember lebend in Wilmington gesehen worden, wo er für einen Obdachlosen gehalten wurde, da er nach Aussagen von Zeugen einen ungepflegten und verwirrten Eindruck machte und behauptete, beraubt worden zu sein. Aufgrund seiner politischen Vergangenheit erregte sein Tod öffentliches Aufsehen, das FBI schaltete sich in die Ermittlungen ein. Nach seinem Tod wurde bekannt, dass Wheeler seit längerem unter psychischen Störungen litt und sich aufgrund seiner Erlebnisse in Vietnam wegen einer posttraumatischen Belastungsstörung behandeln ließ. Seine Familie setzte eine Belohnung von 25.000 US-$ für Hinweise zur Ergreifung von Wheelers Mörder aus.
Am 30. März 2011, dem „Vietnam Veterans Day“, wurde am Vietnam Veterans Memorial eine Gedenkzeremonie für Wheeler abgehalten. Ende April wurde Wheeler mit vollen militärischen Ehren, unter anderem im Beisein von General Wesley Clark, auf dem Arlington National Cemetery beigesetzt.

## Auszeichnungen
- Air Force Exceptional Civilian Service Award with Bronze Device
- Joint Service Commendation Medal
- U.S. Representative der Pew Foundation, British American Project

## Bücher
- Touched by fire. Avon Books, 1985